# Denis Walter Price
Denis Walter Price, britanski general, * 1908, † 1966.